# أولاد الدراوي (تادرت)
أولاد الدراوي هي إحدى مشيخات المملكة المغربية، تتبع جغرافيا لإقليم جرسيف وإداريًا لتادرت. يقدر عدد سكانها بـ 3403 نسمة حسب الإحصاء الرسمي للسكان والسكنى لسنة 2004.